# وی‌پی‌ان اوت‌لاین
وی‌پی‌ان اوت‌لاین (به انگلیسی: Outline VPN) یک ابزار آزاد و منبع باز است که سرورهای شدوساکس را در چندین ارائه‌دهنده خدمات رایانش ابری مستقر می‌کند. این مجموعه نرم‌افزار همچنین شامل نرم‌افزار کارخواه برای نرم‌افزار چندسکویی است. اوت‌لاین توسط جیگ‌سا که یکی از مراکز رشد وابسته به شرکت گوگل است توسعه یافته‌است.
سرور اوت‌لاین هم از خودمیزبانی و هم از ارائه‌دهندگان خدمات رایانش ابری از جمله دیجیتال اوشن، رک‌اسپیس، سکوی ابری گوگل و نیز آمازون ای‌سی۲ پشتیبانی می‌کند. نصب آن را می‌توان یا با اجرای یک فرمان‌بر روی رابط خط فرمان آن، در حالت خودمیزبانی، یا در صورت نصب بر روی دیجیتال اوشن یا سکوی ابری گوگل از طریق رابط کاربری گرافیکی انجام داد.
برای استفاده از این برنامه می‌توان نرم‌افزار کارخواه اوت‌لاین را از فروشگاه اینترنتی اپ استور (آی‌اواس) یا گوگل پلی دانلود کرده و با استفاده از کلید دسترسی منحصربه‌فرد متصل شد. این برنامه برای رایانه‌های رومیزی و تلفن همراه نیز در دسترس است و این امکان را می‌دهد که از هر کجا و با هر دستگاهی به‌صورت خصوصی به اینترنت آزاد و باز وصل شد.

## اجزاء
طرح کلی این برنامه دارای سه جزء اصلی زیر است:
- سرور اوت‌لاین به عنوان یک پروکسی عمل می‌کند و ارتباطات بین مشتری و سایت‌هایی را که می‌خواهند به آنها دسترسی داشته باشند، مخابره می‌کند. این عمل با به خدمت گرفتن شدوساکس انجام می‌شود. بدین صورت که یک انتقال بازنمودی حالت (به انگلیسی: REST API) برای مدیریت سرور توسط برنامه مدیر اوت‌لاین ارائه می‌دهد.
- مدیر اوت‌لاین یک برنامه گرافیکی است که برای استقرار و مدیریت دسترسی به سرورهای اوت‌لاین استفاده می‌شود. این برنامه از سکوهای ویندوز، مک‌اواس و لینوکس پشتیبانی می‌کند.
- کارخواه اوت‌لاین از طریق سرور اوت‌لاین به اینترنت متصل می‌شود. این برنامه از سکوهای ویندوز، مک‌اواس، لینوکس، کروم اواس، اندروید و آی‌اواس پشتیبانی می‌کند.

## امنیت و حریم خصوصی
اوت‌لاین برای ایجاد ارتباط بین مشتری و سرور از پروتکل شدوساکس استفاده می‌کند. این برنامه اطلاعات را با رمز دنباله‌ای سالسا۲۰ (با کلید 256 بیتی) رمزگذاری کرده و با IETF Poly1305 احراز هویت می‌کند.
اوت‌لاین آزاد و منبع باز است، تحت مجوز آپاچی ۲٫۰ فعالیت می‌کند و توسط رادیکالی اُپن سکوریتی (به انگلیسی: Radically Open Security) ممیزی شده است و همچنین ادعا می‌کند ترافیک وب کاربران را ثبت نمی‌کند. سرور اوت‌لاین از به‌روزرسانی بدون نظارت نیز پشتیبانی می‌کند.
راه حل اوت‌لاین در عمل یک شبکه خصوصی مجازی واقعی نیست. بلکه یک پراکسی مبتنی بر شدوساکس است. هر دو فناوری شبکه خصوصی مجازی و پراکسی از این جهت مشابه هستند که می‌توان مسیر ترافیک شبکه را تغییر داد و برای ناظر خارجی این گونه به نظر می‌رسد که تولیدکننده اطلاعات منبع دیگری (سرور) است نه منبع اصلی. در نتیجه می‌توان مقصد نهایی ترافیک را از ناظران و فیلترها پنهان کرد تا زمانی که اطلاعات به سرور پراکسی برسد. با این حال، یک وی‌پی‌ان دارای قابلیت‌های اضافی است، مانند محصور کردن ترافیک در یک تونل مجازی، و امکان «دیدن» دستگاه‌های متصل به یکدیگر (مشابه اینکه به یک شبکه محلی متصل هستند).
اوت‌لاین یک ابزار برای ناشناسی نیست و به همان اندازه تور از ناشناس بودن پشتیبانی نمی‌کند. تور ترافیک را به جای تنها یک بار پرش از طریق سه پرش منتقل می‌کند و همچنین در برابر مشکلات امنیتی مانند اثر انگشت مرورگر مقاوم است.

## دریافت انتقادها
در مارس ۲۰۱۸، مکس ادی ازپی‌سی مگزین در رابطه با نسخه پیش‌نمایش وی‌پی‌ان اوت‌لاین اظهار داشت: «به‌طور حیرت‌انگیزی برای استفاده آسان است» و «بر خلاف شرکت‌های وی‌پی‌ان، نگرانی‌های مربوط به حریم خصوصی را برطرف می‌کند». با این حال، ادی از نرم‌افزار به دلیل رمزگذاری نکردن تمام ترافیک در ویندوز انتقاد کرد و به کاربران هشدار داد که «در مقایسه با استفاده از شرکت‌های بزرگ وی‌پی‌ان، استفاده شخصی این نرم‌افزار ممکن است فرد را در معرض مشکلات احراز هویت قرار دهد».
از زمان نسخه ۱/۲، نرم‌افزار کارخواه اوت‌لاین بر روی سکوی ویندوز از «بتا» خارج شد و عملاً شروع به رمزگذاری تمام ترافیک از دستگاه کرد، مشابه نرم‌افزار کارخواه اوت‌لاین بر روی سکوهای مک‌اواس، کروم اواس، اندروید و آی‌اواس.